# Polygone-Friedhof (Straßburg)
Der Polygone-Friedhof (französisch Cimetière du Polygone) ist ein Friedhof in Straßburg-Neuhof im Elsass (Frankreich).
Er ist mit seinen 2,7 ha einer der kleineren Friedhöfe der elsässischen Metropole. Er wurde 1899 in erster Linie für die Stadtviertel westlich des Straßburger Sportflugplatzes Polygone (Aérodrome de Strasbourg-Neuhof) und der Route du Polygone bzw. der Route d'Altenheim und östlich des Ill angelegt. Hier befinden sich u. a. die Gräber des Schriftstellers Jules Case, der Widerstandskämpfer Marcel Weinum und Raoul Clainchard und des Malers Henri Loux, der vor allem durch seine Motive für die Steingutfabrik Utzschneider & Cie in Saargemünd auf einer erstmals 1902 erschienenen Geschirrserie bekannt wurde, die im Elsass heute noch sehr beliebt ist.